# Webster, New Hampshire
Webster är en kommun (town) i Merrimack County i delstaten New Hampshire i USA med 1 872 invånare (2010). 